# 孟德斯鸠
孟德斯鸠（法語：Montesquieu，1689年1月18日—1755年2月10日），原名夏尔·路易·德·塞孔达（法語：Charles Louis de Secondat），法国启蒙時期政治哲学家、历史学家、社会学家、作家与法官。
1689年，孟德斯鸠出生于波尔多的一个贵族家庭。1713年，孟德斯鸠因父亲逝世，承袭了拉布雷德男爵（法語：baron de Brède）的爵位。1716年，孟德斯鸠因伯父逝世，承袭了孟德斯鸠男爵（法語：baron de Montesquieu）的爵位与波尔多高等法院院长的职位。1721年，孟德斯鸠匿名发表《波斯人信札》讽刺了法國攝政時期的种种乱象。1728年，孟德斯鸠成为法兰西学术院院士，随后周游欧洲诸国。回国后，孟德斯鸠于1734年发表《罗马盛衰原因论》，探讨了罗马帝国衰亡的原因。
1747年后，孟德斯鸠几近失明，但他仍在秘书的帮助下，于次年推出其代表作《論法的精神》。在《论法的精神》中，孟德斯鸠提出了三权分立的理论，认为行政權、立法权与司法权应当分离，以避免滋生專制。1754年，孟德斯鸠准备回乡养老，不料染上流行病，并于次年在巴黎病逝，终年66岁。

## 生平
1689年1月18日出生於法國波爾多附近的拉布雷德城堡的貴族家庭。1716年襲男爵封號，曾任律師、波爾多法院庭長。他常去巴黎居住，目睹路易十四晚年朝政混亂的衰敗現象，路易十五即位，由母后攝政，法國社會動盪依舊，孟德斯鳩記錄其見聞，積稿十年，於1721年整理成《波斯人信札》。1728年旅訪奧、匈、意、德、荷、英等國作學術旅行，實地考察其社會政治制度、民風民俗、人文地理、科學技術，並積累大量日記、筆記，成為日後《論法的精神》的基礎資料。返國後專門從事著述，曾被選為波爾多科學院院士、法國科學院院士、英國皇家學會院士、柏林皇家科學院院士。1748年以27年的光陰出版《论法的精神》，全面分析了三權分立的原則。伏爾泰誇讚這本篇幅巨大包羅萬象的著作是“理性和自由的法典”。1755年2月10日病逝於巴黎。

## 观点
孟德斯鳩雖為貴族，他卻是法國首位公開批評封建統治的思想家，他突破「君權神授」的觀點。認為人民應享有各種基本的自由。認為決定法的精神和法的內容是每個國家至關重要的。保證法治的方法是「三權分立」，即立法權、行政權和司法權分屬於三個不同的國家機關，三者相互制約、權力均衡。「三權分立說」對於1787年的《美國憲法》、1791年-1795年的《法國憲法》和1792年的《普魯士法典》的制定工作產生重大的影響，也比較不支持當時法國社會的三個基石：國王、教會和貴族。
他以专制政体为三种基本的政府形态之一，使得专制政体成为18世纪政治思想中的一个核心主题。他也是西方思想家中第一个将中国划入专制政体的。他的这个说法强烈影响了西方对中国的印象，总結中国政治制度的细节和特点，以专制二字描述。

## 著作
- 《波斯人信札》（Lettres Persanes，1721年）
- 《罗马盛衰原因论》（Considerations sur les causes de la grandeur des Romains et de leur decadence，1734年）
- 《論法的精神》（De l'esprit des lois，1748年）